# Bay Park (New York)
Bay Park est une census-designated place du comté de Nassau, dans l'État de New York, aux États-Unis,. En 2020, elle compte une population de 2 117 habitants.